# Sigama Napa Alas
Sigama Napa Alas is een bestuurslaag in het regentschap Padang Lawas Utara van de provincie Noord-Sumatra, Indonesië. Sigama Napa Alas telt 236 inwoners (volkstelling 2010).